# خرد جاویدان
خِرَدِ جاویدان یا حِکمَتِ خالِده اصطلاحی در عرفان و فلسفه است که نخستین بار در غرب، آن را اگوستینوس استویکوس در سال ۱۵۴۰ به کار برد و آن را لایب‌نیتس در نامه‌ای که در سال ۱۷۱۵ نوشت بر سر زبان‌ها انداخت.
در آن نامه، لایب‌نیتس نوشت که وقتی سخن از دریابی حقیقت در نوشته‌های فیلسوفان یونان باستان و تفکیک نور از ظلمت می‌آورده، به خرد جاویدان علاقه‌مند بوده است. اما مدت‌ها واقعیت خرد جاویدان تحت‌الشعاع جریان رایج‌تر فلسفه غیردینی غرب که مبتنی بر نظریه تکامل تدریجی تفکر بشری و نزدیکی به حقیقت است، قرارگرفت.
فقط در طی این قرن است که به برکت کشف مجدد سنت در غرب و شواهد حضور یک حقیقت فراطبیعی جاویدان و جهانی در بطن سنت‌های معتبر دینی، مفهوم کلیدی خرد جاویدان بار دیگر مطرح شد. خرد جاویدان، همان سنت مقدس در دین هندو و حکمت لدنیه در اسلام است. در واقع خرد جاویدان، غیر از معنایی که فیلسوفان اروپایی پس از قرون وسطا از آن می‌فهمیده‌اند، در نوشته‌های رنه گنون، آننده کوماراسوامی، فریتیوف شوئون، تیتوس بورکهارت، مارتین لینگز، ویلیام استودارت و سید حسین نصر معنای اصیل خود را یافته است.
شووان بیان می‌کند که حکمت خالده فلسفه به معنای متعارف آن نیست بلکه علمی است که دارای ویژگی‌هایی نظیر خطاناپذیری، تغییرناپذیری و فطری بودن است. روش این حکمت بر اساس عقل شهودی است که عام تر و جامع تر از عقل استدلالی است و آن را در بر می‌گیرد.
از نگاه حکمت خالده معرفت تفسیری خاص دارد. معرفت در این نگاه صرفاً متعلق به موجودی عالی و برتر است و تنها موجودی که در مرتبه عالی تر قرار دارد می‌تواند موجودات مرتبه فروتر را بشناسد. تنها ابزار شناسایی در این نوع حکمت عقل شهودی شناخته می‌شود که بالاترین ابزار است. با کمک گرفتن از عقل شهودی حکیم در حکمت خالده می‌تواند هستی را آن چنان‌که هست بشناسد. می‌توان گفت که از این حیث که عقل استدلالی نمی‌تواند اشیا و ماهیت آن‌ها را آن گونه که هست بشناسند حکمت خالده با معرفت‌شناسی کانت قرابت پیدا می‌کند ولی از این حیث افتراق دارند که کانت منکر هر گونه عقل نظری غیر استدلالی است در حالیکه حکمت خالده معرفت‌شناسی را مبتنی بر عقل شهودی می‌داند که غیر از عقل نظری است.